# Karumia vartianorum
Karumia vartianorum is een keversoort uit de familie withaarkevers (Dascillidae). De wetenschappelijke naam van de soort is voor het eerst geldig gepubliceerd in 1967 door Mandl.